# Hubert Hurkacz
Hubert Hurkacz (Breslavia, 11 febbraio 1997) è un tennista polacco.
I suoi migliori ranking ATP sono il 6º posto in singolare raggiunto nell’agosto 2024 e il 30º in doppio nel giugno 2022. In singolare ha vinto otto titoli ATP, tra cui i Masters 1000 di Miami nel 2021 e di Shanghai nel 2023. Nelle prove del Grande Slam è stato semifinalista nell'edizione 2021 del torneo di Wimbledon.
In doppio vanta quattro titoli di cui due Masters 1000: Parigi 2020 con Félix Auger-Aliassime, e Miami 2022 con John Isner. Ha esordito nella squadra polacca di Coppa Davis nel 2016.

## Carriera

### 2018: debutto nel circuito maggiore e top 100
Dopo aver giocato qualche match di Coppa Davis nel 2016 e 2017, nel 2018 tenta le qualificazioni agli Australian Open, ma viene estromesso al secondo turno da Matteo Berrettini. Dopo aver disputato diversi tornei Challenger, fa il suo esordio nel circuito principale a fine aprile quando supera le qualificazioni a Budapest, perdendo poi al primo turno da Lorenzo Sonego. Alle qualificazioni del Roland Garros supera Hugo Grenier, Yannick Hanfmann e Marco Trungelliti e accede per la prima volta in carriera al tabellone principale di un Major. Al primo turno supera Tennys Sandgren e al secondo cede alla testa di serie numero tre Marin Čilić. Vince quindi il suo primo titolo Challenger a Poznań. Nelle qualificazioni di Wimbledon viene sconfitto al turno decisivo da Cristian Garín; entra nel tabellone principale come lucky loser e viene subito sconfitto da Bernard Tomić.
Inizia la stagione sul cemento ad Atlanta e viene battuto al primo turno da Alex de Minaur. La settimana successiva a Washington entra per la prima volta per diritto di classifica nel tabellone principale e al primo turno supera Il'ja Ivaška per poi essere sconfitto da Frances Tiafoe. Eliminato al primo turno di qualificazione al Masters di Toronto, a Cincinnati supera le qualificazioni e viene sconfitto al primo turno da Márton Fucsovics. Supera John-Patrick Smith, Jahor Herasimaŭ e Pedro Martínez nelle qualificazioni degli US Open e durante l'incontro di primo turno approfitta del ritiro di Stefano Travaglia. Al secondo turno viene sconfitto ancora una volta da Čilić, risultato che gli permette di entrare per la prima volta in carriera in top 100, alla 95ª posizione. Eliminato nelle qualificazioni a Tokyo e al primo turno a Shanghai, conquista il Brest Challenger. Si qualifica per le Next Generation ATP Finals, esce nel round-robin con le sconfitte contro Stefanos Tsitsipas, Frances Tiafoe e il successo su Jaume Munar. Chiude la stagione all'86º posto della classifica.

### 2019: top 40 e primo titolo ATP
Inizia la stagione con una sconfitta al primo turno a Pune per mano di Ilya Ivashka, con il quale si prende subito la rivincita sconfiggendolo in finale al Canberra Challenger. Agli Australian Open esce al primo turno dopo quattro tie-break contro Ivo Karlović. Esce al primo turno anche a Montpellier, mentre a Marsiglia supera Filip Krajinović e al secondo turno viene sconfitto dal numero undici del mondo Stefanos Tsitsipas. La settimana seguente a Dubai elimina Corentin Moutet e al secondo turno ha la meglio sul nº 6 del mondo Kei Nishikori col punteggio di 7-5, 5-7, 6-2, nella sua prima vittoria contro un top-10. Al turno successivo viene nuovamente sconfitto da Tsitsipas. A Indian Wells raggiunge per la prima volta in carriera i quarti di finale in un Masters 1000 battendo Donald Young, Lucas Pouille, Kei Nishikori e Denis Shapovalov, prima di arrendersi a Roger Federer. A Miami batte il neo-campione di Indian Wells Dominic Thiem e al terzo turno cede a Félix Auger-Aliassime. Grazie a questi risultati si porta alla posizione numero 54.
Inizia la stagione su terra battuta con le eliminazioni al primo turno a Monte Carlo e a Budapest. A Madrid supera le qualificazioni e si spinge fino al terzo turno battendo senza perdere set con i successi su Alex de Minaur e Lucas Pouille; viene eliminato in rimonta dal nº 4 del mondo Alexander Zverev e a fine torneo porta il best ranking alla 41ª posizione mondiale. Sconfitto al primo turno di qualificazione a Roma, a Lione è per la prima volta tra le teste di serie in un torneo ATP e viene subito sconfitto da Pablo Cuevas. Al primo turno del Roland Garros raccoglie 8 giochi contro il nº 1 del mondo Novak Djokovic. Al Poznań Open, dove difendeva il titolo, non va oltre le semifinali. Sconfitto all'esordio sull'erba di Halle, a Eastbourne elimina Marco Cecchinato e Steve Johnson per poi arrendersi nei quarti al futuro campione Taylor Fritz. A Wimbledon supera al primo turno la testa di serie nº 32 Dušan Lajović, al secondo ha la meglio su Leonardo Mayer e al terzo cede nuovamente a Djokovic, al quale strappa un set.
Torna in campo a Washington e cede al secondo turno a John Isner. A Montreal batte al primo turno Taylor Fritz, al secondo coglie la quarta vittoria contro un top 10 in stagione a discapito di Tsitsipas per poi arrendersi a Gaël Monfils, risultati con cui porta il best ranking alla 40ª posizione. Sconfitto al primo turno a Cincinnati, è testa di serie nº 3 a Winston-Salem e supera Lee Duck-hee dopo un bye al primo turno, approfitta del ritiro di Feliciano López, nei quarti di finale elimina Frances Tiafoe e in semifinale Denis Shapovalov. Raggiunge così la prima finale ATP in carriera, dove supera Benoît Paire col punteggio di 6-3, 3-6, 6-3. Il primo titolo ATP gli permette di salire alla posizione nº 35 della classifica. Agli US Open cede al primo turno in cinque set a Jérémy Chardy.

### 2020: top 30 in singolare e primo titolo in doppio
Inizia il 2020 disputando la ATP Cup e la Polonia viene eliminata nella fase a gironi pur vincendo tutti i 3 match di singolare disputati. A Auckland sconfigge Lorenzo Sonego, Mikael Ymer e nei quarti Feliciano López. Viene poi eliminato in semifinale da Benoît Paire in 3 set. Agli Australian Open perde al secondo turno contro John Millman, mentre esce all'esordio a Rotterdam per mano di Tsitsipas. A Marsiglia viene eliminato al secondo turno dal rientrante Vasek Pospisil e no va oltre il primo turno a Dubai.
Dopo il lungo stop dovuto alla pandemia di COVID-19, esce al primo turno al Cincinnati Masters. Agli US Open esce al secondo turno per mano di Alejandro Davidovich Fokina. Eliminato al secondo turno anche a Kitzbühel, agli Internazionali d'Italia supera Daniel Evans e il nº 12 ATP Andrej Rublëv prima di essere sconfitto dal futuro finalista Diego Schwartzman. Al Roland Garros perde al primo turno da Tennys Sandgren. Perde poi nei quarti di finale a Colonia contro Roberto Bautista Agut. A Vienna viene sconfitto al secondo turno da Lorenzo Sonego. Al Paris Masters viene eliminato al primo turno in singolare mentre in doppio gioca con Félix Auger-Aliassime, raggiunge la prima finale e vince il suo primo titolo di specialità superando Mate Pavić / Bruno Soares con il punteggio di 6-7, 7-6, [10-2]. Chiude così l'anno alla posizione nº 34 in singolare e 72 in doppio.

### 2021: vittoria al Miami Masters, altri 2 titoli ATP in singolare e uno in doppio, semifinale a Wimbledon, top 9 e qualificazione alle ATP Finals
Inizia la stagione a Delray Beach e senza perdere alcun set raggiunge la sua seconda finale in carriera; conquista il suo secondo titolo ATP in singolare superando in finale Sebastian Korda con un doppio 6-3. Al torneo di Melbourne 1 raggiunge i quarti in singolare e in doppio. Il 4 aprile conquista il Miami Open, primo titolo in un Masters 1000 in carriera, elimina tra gli altri il nº 5 mondiale Stefanos Tsitsipas e il nº 8 Andrej Rublëv e sconfigge in finale Jannik Sinner in due set, risultato con cui sale alla 16ª posizione mondiale. Perde sei dei sette incontri successivi in singolare e in doppio perde la finale ad Halle assieme ad Auger-Aliassime. Torna a mettersi in luce in singolare a Wimbledon con i successi sul nº 2 del mondo Daniil Medvedev e sul nº 5 Roger Federer, raggiunge la semifinale e cede in 4 set a Matteo Berrettini, salendo all'11º posto del ranking.
Fa il suo esordio olimpico ai Giochi di Tokyo e viene eliminato al secondo turno dal nº 143 ATP Liam Broady. Nei Masters 1000 di fine estate esce al quarto turno a Toronto e al terzo a Cincinnati, dove si spinge fino ai quarti in doppio con Sinner. Agli US Open si ferma di nuovo al secondo turno. Al successivo ATP 250 di Metz trionfa sia in singolare, battendo in finale Pablo Carreño Busta per 7-6, 6-3, che in doppio, sconfiggendo in due set assieme a Jan Zieliński la coppia Hugo Nys / Arthur Rinderknech. Perde contro Grigor Dimitrov nei quarti all'Indian Wells Open e a fine torneo entra per la prima volta nella top 10, in 9ª posizione. Con la semifinale al Paris Masters, persa contro Novak Đoković, si qualifica per le ATP Finals, e viene eliminato con le tre sconfitte subite nel round-robin contro Medvedev, Sinner e Zverev.

### 2022: un titolo in singolare e due in doppio
All'esordio stagionale raggiunge la semifinale in ATP Cup e i polacchi vengono eliminati dalla Spagna. A Dubai sconfigge nei quarti il nº 10 ATP Sinner e viene eliminato in semifinale dal nº 8 Rublev al tie-break del set decisivo. Sconfitto di nuovo da Rublev al quarto turno di Indian Wells, per il secondo anno di fila gioca un ottimo torneo a Miami, elimina nei quarti il nº 2 del mondo Daniil Medvedev e cede in semifinale all'emergente campione Carlos Alcaraz dopo due tie-break. Vince inoltre il torneo di doppio assieme a John Isner sconfiggendo in finale in due set Wesley Koolhof / Neal Skupski. Esce dalla top 10 e vi fa rientro con i quarti raggiunti a Monte Carlo e Madrid – dove disputa con Isner la semifinale in doppio – il quarto turno al Roland Garros e il titolo vinto ad Halle, dove nei quarti supera il nº 9 del mondo Auger-Aliassime e in finale il nº 1 Daniil Medvedev.
Nel frattempo aveva vinto il titolo in doppio a Stoccarda con Mate Pavić grazie al successo in finale su Tim Pütz / Michael Venus, successo con cui porta il best ranking al 30º posto. L'eliminazione al primo turno a Wimbledon non gli fa perdere posizioni per la decisione dell'ATP di non assegnare punti per protestare contro il divieto a partecipare imposto dagli organizzatori ai tennisti russi e bielorussi a cause dell'invasione russa dell'Ucraina. Perde in 3 set la finale al Masters di Montréal contro Pablo Carreño Busta dopo aver sconfitto in semifinale il nº 7 ATP Casper Ruud, mentre viene eliminato in semifinale con Jan Zieliński nel torneo di doppio. Eesce al secondo turno agli US Open. Dopo la semifinale persa a Metz contro Lorenzo Sonego, esce nei quarti a Nur-Sultan – dove arriva in semifinale in doppio con Zielinski – e ad Anversa. Chiude la stagione al 10º posto mondiale, e vede sfumare la possibilità di giocare alle ATP Finals.

### 2023: secondo titolo Masters 1000
Raggiunge con la Polonia la semifinale alla United Cup e vengono eliminati dagli Stati Uniti. Si spinge per la prima volta fino al quarto turno agli Australian Open e viene eliminato al tie-break del quinto set da Sebastian Korda. A fine febbraio sconfigge in due set Benjamin Bonzi in finale a Marsiglia ed esce nei quarti al successivo torneo di Dubai per mano di Djokovic. Nei mesi che seguono vince due incontri di fila solo a Monte Carlo e al Roland Garros. Viene eliminato in semifinale a Stoccarda da Jan-Lennard Struff dopo aver vinto il primo set. Al terzo turno di Wimbledon ha la meglio in 3 set su Lorenzo Musetti, che lo precede in classifica, e al turno successivo non gli sono sufficienti 33 ace per battere Novak Đoković, che si impone al quarto set.
Al Masters di Toronto, dove l'anno prima aveva perso la finale, esce di scena al terzo turno dopo aver vinto il primo set e aver perso al tie-break i due successivi contro Carlos Alcaraz. Raggiunge la semifinale a Cincinnati eliminando tra gli altri il campione uscente Borna Ćorić e il nº 4 del mondo Stefanos Tsitsipas nei quarti di finale; viene nuovamente sconfitto da Alcaraz, che gli annulla un match-point nel secondo set. Esce nuovamente al secondo turno agli US Open. Raggiunge la terza finale in carriera in un Masters 1000 a Shanghai e sconfigge il n°7 del mondo Andrej Rublëv con lo score di 6-3, 3-6, 7-6, conquistando il secondo Masters 1000 dopo quello di Miami 2021. Si spinge fino alla finale anche a Basilea e cede dopo due tie-break a Felix Auger-Aliassime. Raggiunge i quarti al Paris Masters e rientra nella top 10 dopo oltre dieci mesi. Prende parte alle ATP Finals entrando al terzo e ultimo turno del round robin in sostituzione dell'infortunato Tsitsipas e perde al terzo set contro Djokovic.

### 2024: quarti agli Australian Open, un titolo ATP e 6º nel ranking
Assieme a Iga Świątek trascina la Polonia alla finale della United Cup 2024 perdendo un solo incontro in singolare e vincendo tutti quelli di doppio, nella sfida decisiva viene sconfitto in singolare da Zverev e in doppio ed è la Germania a laurearsi campione. Raggiunge per la prima volta i quarti di finale agli Australian Open e viene sconfitto da Medvedev al quinto set, a fine torneo porta il ranking all'8ª posizione mondiale. Sconfitto da Ugo Humbert in semifinale a Marsiglia e nei quarti a Dubai, nei primi Masters stagionali non va oltre il quarto turno raggiunto al Miami Open, dove viene sconfitto al tie-break decisivo da un ritrovato Grigor Dimitrov. Ad aprile vince il suo primo titolo ATP in carriera su terra battuta all'Estoril Open con il successo in finale su Pedro Martínez per 6-3, 6-4. Esce al terzo turno nei Masters di Monte Carlo, agli ottavi a Madrid e raggiunge per la prima volta i quarti a Roma, dove viene eliminato da Paul. A Halle arriva in finale perdendo in un doppio tie-break con il numero uno al mondo Jannik Sinner, e porta il suo best ranking　alla 7ª posizione mondiale.
Si infortuna a un ginocchio durante il match di secondo turno a Wimbledon, si sottopone a un intervento chirurgico e rinuncia ai Giochi di Parigi. Nonostante il periodo di inattività, il 5 agosto sale al 6º posto mondiale, quello stesso giorno rientra nel circuito al Masters 1000 di Montreal e perde nei quarti contro il vincitore a sorpresa del torneo Alexei Popyrin. Esce nei quarti anche al Cincinnati Open per mano di Frances Tiafoe e non supera il secondo turno agli US Open. Nel periodo successivo termina la collaborazione con il coach Craig Boynton, rinuncia a difendere il titolo vinto l'anno prima allo Shanghai Masters e perde molte posizioni nel ranking. A fine stagione disputa solo due tornei dopo gli US Open e chiude il 2025 al 16º posto. A novembre fa entrare nel proprio team come allenatori Ivan Lendl e Nicolás Massú.

### 2025: una finale ATP e discesa nel ranking
Perde entrambi gli incontri nel round robin di United Cup 2025 e la Polonia si qualifica comunque ai quarti. Contribuisce a raggiungere la finale vincendo entrambi i singolari nelle due successive sfide e cede contro Taylor Fritz nella finale persa contro gli Stati Uniti. Esce dalla top 20 dopo l'eliminazione al secondo turno degli Australian Open. Al Rotterdam Open ha la meglio sul nº 10 ATP Rublëv e perde in tre set contro Alcaraz in semifinale. Nei due mesi e mezzo successivi gioca solo due tornei e a maggio esce dalla top 30. Agli Internazionali d'Italia elimina la rivelazione stagionale Jakub Menšík e cede nei quarti a Tommy Paul. A maggio torna a disputare una finale al Geneva Open, elimina tra gli altri il nº 4 del mondo Taylor Fritz e viene sconfitto da Novak Đoković con il punteggio di 7-5, 6-7, 6-7.

## Statistiche

### Singolare

#### Vittorie (8)
| Legenda singolare    |
| Grande Slam (0)      |
| ATP Finals (0)       |
| ATP Masters 1000 (2) |
| ATP Tour 500 (1)     |
| ATP Tour 250 (5)     |

| N. | Data              | Torneo                            | Superficie  | Avversario in finale | Punteggio        |
| 1. | 24 agosto 2019    | Winston-Salem Open, Winston-Salem | Cemento     | Benoît Paire         | 6–3, 3–6, 6–3    |
| 2. | 13 gennaio 2021   | Delray Beach Open, Delray Beach   | Cemento     | Sebastian Korda      | 6–3, 6–3         |
| 3. | 4 aprile 2021     | Miami Open, Miami                 | Cemento     | Jannik Sinner        | 7–6(4), 6–4      |
| 4. | 26 settembre 2021 | Moselle Open, Metz                | Cemento (i) | Pablo Carreño Busta  | 7–6(2), 6–3      |
| 5. | 19 giugno 2022    | Halle Open, Halle                 | Erba        | Daniil Medvedev      | 6–1, 6–4         |
| 6. | 26 febbraio 2023  | Open 13, Marsiglia                | Cemento (i) | Benjamin Bonzi       | 6–3, 7–6(4)      |
| 7. | 15 ottobre 2023   | Shanghai Masters, Shanghai        | Cemento     | Andrej Rublëv        | 6–3, 3–6, 7–6(8) |
| 8. | 7 aprile 2024     | Estoril Open, Estoril             | Terra rossa | Pedro Martínez       | 6–3, 6–4         |

#### Finali perse (4)
| Legenda              |
| Grande Slam (0)      |
| ATP Finals (0)       |
| ATP Masters 1000 (1) |
| ATP Tour 500 (2)     |
| ATP Tour 250 (1)     |

| N. | Data            | Torneo                  | Superficie  | Avversario in finale  | Punteggio           |
| 1. | 14 agosto 2022  | Canadian Open, Montréal | Cemento     | Pablo Carreño Busta   | 6–3, 3–6, 3–6       |
| 2. | 29 ottobre 2023 | Swiss Indoors, Basilea  | Cemento (i) | Félix Auger-Aliassime | 6(3)–7, 6(5)–7      |
| 3. | 23 giugno 2024  | Halle Open, Halle       | Erba        | Jannik Sinner         | 6(8)–7, 6(2)–7      |
| 4. | 24 maggio 2025  | Geneva Open, Ginevra    | Terra rossa | Novak Đoković         | 7–5, 6(2)–7, 6(2)–7 |

### Doppio

#### Vittorie (4)
| Legenda doppio       |
| Grande Slam (0)      |
| ATP Finals (0)       |
| ATP Masters 1000 (2) |
| ATP Tour 500 (0)     |
| ATP Tour 250 (2)     |

| N. | Data              | Torneo                    | Superficie  | Compagno              | Avversari in finale         | Punteggio              |
| 1. | 8 novembre 2020   | Paris Masters, Parigi     | Cemento (i) | Félix Auger-Aliassime | Mate Pavić Bruno Soares     | 6(3)–7, 7–6(7), [10–2] |
| 2. | 26 settembre 2021 | Moselle Open, Metz        | Cemento (i) | Jan Zieliński         | Hugo Nys Arthur Rinderknech | 7–5, 6–3               |
| 3. | 3 aprile 2022     | Miami Open, Miami         | Cemento     | John Isner            | Wesley Koolhof Neal Skupski | 7–6(5), 6–4            |
| 4. | 12 giugno 2022    | Stuttgart Open, Stoccarda | Erba        | Mate Pavić            | Tim Pütz Michael Venus      | 7–6(3), 7–6(5)         |

#### Finali perse (1)
| Legenda              |
| Grande Slam (0)      |
| ATP Finals (0)       |
| ATP Masters 1000 (0) |
| ATP Tour 500 (1)     |
| ATP Tour 250 (0)     |

| N. | Data           | Torneo            | Superficie | Compagno              | Avversari in finale        | Punteggio   |
| 1. | 20 giugno 2021 | Halle Open, Halle | Erba       | Félix Auger-Aliassime | Kevin Krawietz Horia Tecău | 6(4)–7, 4–6 |

### Tornei minori

#### Singolare

##### Vittorie (5)
| Legenda tornei minori |
| Challenger (3)        |
| Futures (2)           |

| No. | Data              | Torneo                        | Superficie  | Avversario in finale | Punteggio     |
| 1.  | 13 settembre 2015 | Poland F5, Ślęza              | Terra rossa | Robin Staněk         | 6–4, 7–6(4)   |
| 2.  | 2 aprile 2017     | Portugal F4, Lisbona          | Terra rossa | João Domingues       | 7-5, 6-1      |
| 3.  | 10 giugno 2018    | Poznań Open, Poznań           | Terra rossa | Tarō Daniel          | 6–1, 6–1      |
| 4.  | 28 ottobre 2018   | Brest Challenger, Brest       | Cemento (i) | Ričardas Berankis    | 7–5, 6–1      |
| 5.  | 12 gennaio 2019   | Canberra Challenger, Canberra | Cemento     | Il'ja Ivaška         | 6–4, 4–6, 6–2 |

##### Finali perse (4)
| Legenda tornei minori |
| Challenger (2)        |
| Futures (2)           |

| No. | Data            | Torneo                                | Superficie | Avversario in finale  | Punteggio           |
| 1.  | 3 ottobre 2015  | Portugal F12, Oliveira de Azeméis     | Cemento    | Pablo Vivero González | 6–3, 5–7, 3–6       |
| 2.  | 29 maggio 2016  | Czech Republic F3, Jablonec nad Nisou | Cemento    | Marek Michalička      | 6–3, 4–6, 6(5)–7    |
| 3.  | 5 novembre 2017 | Shenzhen Longhua Open, Shenzhen       | Cemento    | Radu Albot            | 6(6)–7, 7–6(3), 4–6 |
| 4.  | 11 marzo 2018   | Zhuhai Open, Zhuhai                   | Cemento    | Alex Bolt             | 7–5, 6(4)–7, 2–6    |

## Risultati in progressione
| Sigla | Risultato               |
| ----- | ----------------------- |
| V     | Vincitore               |
| F     | Finalista               |
| SF    | Semifinalista           |
| O     | Oro olimpico            |
| A     | Argento olimpico        |
| SF    | Bronzo olimpico         |
| QF    | Quarti di Finale        |
| 4T    | Quarto turno            |
| 3T    | Terzo turno             |
| 2T    | Secondo turno           |
| 1T    | Primo turno             |
| RR    | Round Robin             |
| LQ    | Turno di qualificazione |
| A     | Assente                 |
| ND    | Non disputato           |

| Legenda superfici    |
| -------------------- |
| Cemento              |
| Terra battuta        |
| Erba                 |
| Superficie variabile |

### Singolare
| Torneo                | 2018          | 2019          | 2020          | 2021          | 2022          | 2023          | 2024 | 2025 | V–S   |
| --------------------- | ------------- | ------------- | ------------- | ------------- | ------------- | ------------- | ---- | ---- | ----- |
| Tornei Grande Slam    |               |               |               |               |               |               |      |      |       |
| Australian Open       | Q2            | 1T            | 2T            | 1T            | 2T            | 4T            | QF   | 2T   | 10-7  |
| Open di Francia       | 2T            | 1T            | 1T            | 1T            | 4T            | 3T            | 4T   | 1T   | 9–8   |
| Wimbledon             | 1T            | 3T            | ND            | SF            | 1T            | 4T            | 2T   |      | 11–6  |
| US Open               | 2T            | 1T            | 2T            | 2T            | 2T            | 2T            | 2T   |      | 6–7   |
| Vittorie–Sconfitte    | 2–3           | 2–4           | 2–3           | 6–4           | 5–4           | 9–4           | 9-4  | 1-2  | 36–28 |
| Nazionale             |               |               |               |               |               |               |      |      |       |
| Giochi Olimpici       | Non disputati | Non disputati | Non disputati | 2T            | Non disputati | Non disputati | A    | ND   | 1–1   |
| Vittorie–Sconfitte    | Non disputati | Non disputati | Non disputati | 1–1           | Non disputati | Non disputati | 0-0  | ND   | 1–1   |
| ATP Tour Masters 1000 |               |               |               |               |               |               |      |      |       |
| Indian Wells          | A             | QF            | ND            | QF            | 4T            | 3T            | 2T   | 3T   | 11–6  |
| Miami                 | A             | 3T            | ND            | V             | SF            | 3T            | 4T   | A    | 15–4  |
| Monte Carlo           | A             | 1T            | ND            | 2T            | QF            | 3T            | 3T   | A    | 8–5   |
| Madrid                | A             | 3T            | ND            | 1T            | QF            | 3T            | 4T   | 2T   | 8–6   |
| Roma                  | A             | Q1            | 3T            | 1T            | 1T            | 2T            | QF   | QF   | 8–6   |
| Montréal/Toronto      | Q1            | 3T            | ND            | QF            | F             | 3T            | QF   |      | 11–5  |
| Cincinnati            | 1T            | 1T            | 1T            | 3T            | 2T            | SF            | QF   |      | 8–7   |
| Shanghai              | 1T            | 3T            | Non disputato | Non disputato | Non disputato | V             | A    |      | 8–2   |
| Parigi                | A             | 1T            | 1T            | SF            | 2T            | 2T            | 1T   |      | 7–6   |

### Doppio
| Tornei Grande Slam         |               |               |               |     |               |               |     |     |
| Australian Open, Melbourne | A             | A             | 1T            | 1T  | A             | A             | A   | 0–2 |
| Roland Garros, Parigi      | A             | 1T            | 2T            | 1T  | A             | A             | A   | 1–3 |
| Wimbledon, Londra          | A             | A             | ND            | A   | A             | A             | A   | 0–0 |
| US Open, New York          | A             | 1T            | A             | 1T  | A             | A             |     | 1-2 |
| Vittorie–Sconfitte         | 0–0           | 0–2           | 1–2           | 1-3 | 0–0           | 0–0           | 0–0 | 1–5 |
| Giochi Olimpici            |               |               |               |     |               |               |     |     |
| Giochi Olimpici            | Non disputati | Non disputati | Non disputati | 1T  | Non disputati | Non disputati | A   | 0-1 |
| Vittorie–Sconfitte         | Non disputati | Non disputati | Non disputati | 0-1 | Non disputati | Non disputati | 0-0 | 0-1 |

## Vittorie contro top 10
| Stagione | 2018 | 2019 | 2020 | 2021 | 2022 | 2023 | 2024 | 2025 | Totale |
| Vittorie | 0    | 4    | 1    | 4    | 5    | 2    | 1    | 2    | 19     |

| #    | Giocatore             | Rank | Torneo                            | Superficie  | Turno | Punteggio                  |
| ---- | --------------------- | ---- | --------------------------------- | ----------- | ----- | -------------------------- |
| 2019 |                       |      |                                   |             |       |                            |
| 1.   | Kei Nishikori         | 6    | Dubai Tennis Championships, Dubai | Cemento     | 2T    | 7–5, 5–7, 6–2              |
| 2.   | Kei Nishikori         | 7    | Indian Wells Open, Indian Wells   | Cemento     | 3T    | 4–6, 6–4, 6–3              |
| 3.   | Dominic Thiem         | 4    | Miami Open, Miami                 | Cemento     | 2T    | 6–4, 6–4                   |
| 4.   | Stefanos Tsitsipas    | 5    | Canadian Open, Montréal           | Cemento     | 2T    | 6–4, 3–6, 6–3              |
| 2020 |                       |      |                                   |             |       |                            |
| 5.   | Dominic Thiem         | 4    | ATP Cup, Sydney                   | Cemento     | RR    | 3–6, 6–4, 7–6(5)           |
| 2021 |                       |      |                                   |             |       |                            |
| 6.   | Stefanos Tsitsipas    | 5    | Miami Open, Miami                 | Cemento     | QF    | 2–6, 6–3, 6–4              |
| 7.   | Andrej Rublëv         | 8    | Miami Open, Miami                 | Cemento     | SF    | 6–3, 6–4                   |
| 8.   | Daniil Medvedev       | 2    | Wimbledon, Londra                 | Erba        | 4T    | 2–6, 7–6(2), 3–6, 6–3, 6–3 |
| 9.   | Roger Federer         | 8    | Wimbledon, Londra                 | Erba        | QF    | 6–3, 7–6(4), 6–0           |
| 2022 |                       |      |                                   |             |       |                            |
| 10.  | Jannik Sinner         | 10   | Dubai Tennis Championships, Dubai | Cemento     | QF    | 6–3, 6–3                   |
| 11.  | Daniil Medvedev       | 2    | Miami Open, Miami                 | Cemento     | QF    | 7–6(7), 6–3                |
| 12.  | Félix Auger-Aliassime | 9    | Halle Open, Halle                 | Erba        | QF    | 7–6(2), 7–6(4)             |
| 13.  | Daniil Medvedev       | 1    | Halle Open, Halle                 | Erba        | F     | 6–1, 6–4                   |
| 14.  | Casper Ruud           | 7    | Canadian Open, Montréal           | Cemento     | SF    | 5–7, 6–3, 6–2              |
| 2023 |                       |      |                                   |             |       |                            |
| 15.  | Stefanos Tsitsipas    | 4    | Cincinnati Open, Cincinnati       | Cemento     | 3T    | 6–3, 6–4                   |
| 16.  | Andrej Rublëv         | 7    | Shanghai Masters, Shanghai        | Cemento     | F     | 6–3, 3-6, 7-6(8)           |
| 2024 |                       |      |                                   |             |       |                            |
| 17.  | Alexander Zverev      | 4    | Halle Open, Halle                 | Erba        | SF    | 7–6(2), 6–4                |
| 2025 |                       |      |                                   |             |       |                            |
| 18.  | Andrej Rublëv         | 10   | Rotterdam Open                    | Cemento (i) | QF    | 6(5)–7, 6–3, 6–4           |
| 19.  | Taylor Fritz          | 4    | Geneva Open                       | Terra rossa | QF    | 6–3, 7–6(5)                |